# 穿山甲
穿山甲，中国古称鯪鱼、鯪鯉、鲮鳢，是穿山甲科（也称鯪鯉科）的一类哺乳动物的统称，属鳞甲目（Pholidota）下唯一的科，现存 3 属 8 种，分佈在亚洲和非洲的热带及亚热带地区。它们从头到尾披覆着鱼鳞般的角质甲片，穴居夜行，以白蟻或螞蟻為主食。
关于穿山甲最早的记载见于《楚辞·天问》：“鯪鱼何所”，东汉学者王逸注：“一云鯪鱼，鯪鲤也，有四足，出南方。”北魏人高祐因認出穿山甲而聞名。南朝医学家陶弘景《本草经集注》認為穿山甲“能陆能水，日中出岸，张开鳞甲如死状，诱蚁入甲，即闭而入水，开甲蚁皆浮出，围接而食之。”明朝医学家李时珍则准确指出穿山甲不是以鳞片诱蚁，而是“常吐舌诱蚁食之”。
2014 年 7 月，由倫敦動物學會主持的 IUCN 紅色名錄物種存續委員會穿山甲專門小組，指出穿山甲是目前全世界最常被走私買賣的哺乳動物。所有穿山甲都面临巨大的生存威胁，其中中華穿山甲和馬來穿山甲被 IUCN 评估为「極危」物种，非法走私的活動极为猖獗。隨著亞洲的 4 種穿山甲數量锐减，走私貿易商家已轉移目標至非洲，以滿足市場上的龐大需求。

## 形态
穿山甲體長約 30–100 cm，尾长约等于体长甚至超过体长，雄性的体型稍大于雌性。背部拱起，头小而尖，吻部细长，无牙齿。四肢粗短，有锐利的钩爪用以刨土挖洞。除腹部外，通身遍布瓦状角质鳞片，受驚时会将身体蜷缩成球状，依靠背部的鳞片保护腹部。舌头极为细长灵活且带有黏液，便于舔食白蟻。大型穿山甲的舌頭長度超過 40 cm，但直徑僅有 0.5 cm。和大食蟻獸、花蜜长舌蝠一样，穿山甲的舌头並未附著在舌骨上，可穿過咽部通入胸腔。

## 習性
穿山甲栖息在亚热带地区和热带地区的山区森林、灌丛等环境，昼伏夜出，白天睡覺時會抱成球狀。作為夜行動物，它們有良好的嗅覺以協助尋找昆蟲等食物。長尾穿山甲冬天時亦會在白天出沒。

## 分類
鳞甲目是胎盘动物，属于劳亚兽总目的一支，在现存動物中的姐妹群為食肉目，两者一同被归类于猛兽类。
穿山甲科现存 3 属 8 种，均被 IUCN 评估为受威胁物种：
- 穿山甲科 Manidae
  - 未定种†manidae sp. (DPC 3972 & DPC 4364)
  - 穿山甲属 Manis
    - 中华穿山甲 （极危）
    - 印度穿山甲 （濒危）
    - †匈牙利穿山甲 
    - †林德科尔穿山甲 
    - 副穿山甲亚属 Paramanis
      - 马来穿山甲 （极危）
      - 菲律宾穿山甲 （极危）
      - †古爪哇穿山甲 

    - 地穿山甲属 Smutsia
      - 大穿山甲 （濒危）
      - 南非穿山甲 （易危）
      - †奥尔特茨地穿山甲 

    - 长尾穿山甲属 Phataginus
      - 黑腹长尾穿山甲 （易危）
      - 白腹长尾穿山甲（树穿山甲）（濒危）

## 藥用價值
傳統中醫以穿山甲善於穿鑿洞穴、開通道路的特性，認為其鱗片有通經活血並幫助产妇通乳（催生乳汁）的功效，但現代研究發現其主要成份並無特別之處，僅為普通角質，與人類指甲成份相近。此外，偷獵者為方便運送穿山甲或為保持其活力，會為穿山甲注射各種鎮定劑、興奮劑及重金屬等，以便非法商販維持賣相，而這些污染物質會令進食人士的肝腎功能受損傷。

## 威脅及保育
现存的8种穿山甲广泛用于传统医药、食用和精神治疗。在亚洲，人们为改善健康状况对穿山甲甲片的药用需求持续增加，肉成为彰显消费者社会地位和备受猎奇者追捧的一种美味。在北美，人们则热衷于穿山甲皮革制品的消费。2000‒2019年间估计全球有超过89.5万只穿山甲被贩卖，是全球贩卖最严重的野生哺乳动物之一。
穿山甲在非洲及亞洲均被廣泛獵殺，以作為食物及傳統藥物使用，因此无法完全杜绝。多個物種在其原生棲地均大幅減少，包括大穿山甲、中華穿山甲及馬來穿山甲等。所有穿山甲均被列入《瀕危野生動植物種國際貿易公約》附錄一内，表示任何從野外捕獵的商業用途均被禁止，當中為商業目的之貿易而自野外取得之印度穿山甲、菲律宾穿山甲、马来穿山甲及中華穿山甲之標本，其年輸出配額均為零。個別物種在多個不同國家均禁止出口及貿易，包括孟加拉、中國大陸、印度、老撾、緬甸、尼泊爾、台灣、泰國、马来西亚及越南等地都有保護穿山甲的法例。例如中華穿山甲在中國屬於國家一級保護動物，禁止捕殺和食用，非法捕殺、走私或販賣，可被判監 5 年以上有期徒刑，案情嚴重最高可判處無期徒刑，其中一名偷運穿山甲的貨車司機被重判有期徒刑 12 年。在马来西亚走私受保护动物最高惩罚是 10 万令吉罚款和 3 年监禁。

## Sars-Cov-2病毒宿主假說
有消息指穿山甲可能成為傳播嚴重急性呼吸道症候群冠狀病毒2型（SARS-CoV-2）的中間宿主。2020 年 2 月，華南農業大學官方微信公众号发布简讯，从穿山甲中提取的病毒的遗传序列与 SARS-CoV-2 的遗传序列相似度为 99 %。然而，其最终发表的论文结果显示，从广东缴获走私的马来穿山甲中分离的相关病毒在受体结合区域（RBD）与 SARS-CoV-2 有极高相似性，只有一个非关键氨基酸的差异，全基因组相似度为 90.1 %。另外，香港大學公共衛生學院新發傳染病國家重點實驗室管軼教授、廣西醫科大學胡艷玲教授發表論文类似论文，在从中國南部反走私行動中廣西查獲的馬來穿山甲之中，發現分離的病毒株與目前感染人的毒株序列相似度在 85.5 % 到 92.4 % 之间。推測指出馬來穿山甲可作為新冠病毒中間宿主，再經由食客感染人類，以至於疫情在中國武漢的交易市場爆發。但湖北並非任何一種穿山甲的棲息地，因此新冠肺炎最初宿主應該與穿山甲不直接相关。如果穿山甲是病毒宿主，獵戶與相關運輸工人，以及廣西反走私隊伍会最快受到感染。捕獲地的所在南方省份會最先爆發疫情，而不會是在武漢爆發。而疫情爆發中之所以有穿山甲的病毒，有研究指出湖北武汉有地下野味群，必然存在穿山甲與蝙蝠等多种野味混養交易，所以應該是由湖北或其他地方的蝙蝠為原宿主，變種病毒感染市場裡的穿山甲後，穿山甲作為中間宿主再感染給人類，導致疫情一發不可收拾。

## 延伸阅读
[在维基数据编辑]
 《欽定古今圖書集成·博物彙編·禽蟲典·鯪鯉部》，出自陈梦雷《古今圖書集成》